# Симеон, Сеуле
Сеуле Симеон (фр. Seoule Simeon; род. 10 октября 1970) — вануатский политик.
Представитель франкоязычного меньшинства Вануату, Симеон учился в лицее Луи Антуана де Бугенвиля, но не стремился к высшему образованию.
На парламентских выборах 2016 года Симеон был избран членом парламента от островного округа Эпи в качестве члена Союза умеренных партий (исторически консервативной партии франкоязычных стран). 26 ноября в ходе перестановок в кабинете премьер-министр Шарлот Салвай назначил Симеона министром молодёжи и спорта. Он оставался на этой должности до 6 сентября 2019 года, когда был избран спикером парламента.
Симеон был переизбран на парламентских выборах 2020 года, на этот раз в качестве члена Движения за воссоединение во имя перемен. Он был назначен министром образования в кабинете премьер-министра Боба Лофмана. В ноябре 2020 года Симеон подал в отставку со своей должности в RMC, чтобы занять место на скамье оппозиции. 15 июня 2021 года покинул правительство и был избран спикером парламента при поддержке правительства. В этом качестве он исполнял обязанности президента республики с 6 по 23 июля 2022 года по истечении пятилетнего срока полномочий Таллиса Обеда Мозеса до выборов его преемника, запланированных на тот же месяц. После восьми туров в парламенте, Никенике Вуробараву был избран новым главой государства.